# Perforatie (wiskunde)
Een perforatie is een verschijnsel bij rationale functies waarbij de teller en de noemer een gemeenschappelijke nulwaarde hebben. Deze waarde zal dan buiten het domein van de functie vallen.
Door teller en noemer te ontbinden in factoren, zal een gemeenschappelijke factor van de vorm {\displaystyle (x-a)} bloot gelegd worden. Hierbij is de waarde {\displaystyle a} de gemeenschappelijke nulwaarde van teller en noemer. Deze factor kan dan weggedeeld worden om zo de functie te vereenvoudigen, er mee rekening houdend dat de gevonden waarde niet tot het domein van deze functie behoort.
Grafisch zal de functie gelijk zijn aan de vereenvoudigde functie, met het verschil dat één punt uit de grafiek wordt weggelaten. Er wordt als het ware een gaatje in de kromme geknipt, vandaar de naam perforatie.

## Voorbeeld
Gegeven de functie
{\displaystyle f(x)={\frac {x^{2}-x-6}{x-3}}}

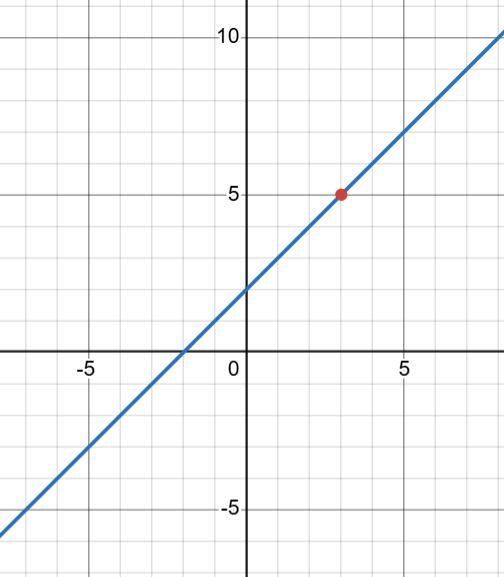
Grafiek van met een perforatie in

Deze rationale functie heeft nulwaarde 3 in de noemer, wat wil zeggen dat deze waarde buiten het domein valt. In de teller vinden we een vierkantsvergelijking die kan ontbonden worden in {\displaystyle (x-3)(x+2)}. Zo krijgen we zowel in teller als in noemer de gemeenschappelijk factor {\displaystyle (x-3)} die weg gedeeld kan worden. Belangrijk hierbij is dat je de uitdrukking mag vereenvoudigen, maar niet de functie. Deze zijn namelijk niet meer dezelfde na vereenvoudigen door het verschijnsel van de perforatie.
{\displaystyle {\frac {x^{2}-x-6}{x-3}}={\frac {(x-3)(x+2)}{x-3}}=(x+2)}
De functie {\displaystyle f(x)} kan dus als een lineaire functie worden voorgesteld met een perforatie in {\displaystyle (3,5)}.
De limiet {\displaystyle \lim _{x\to 3}f(x)=5}, maar {\displaystyle f(x)} is in {\displaystyle x=3} niet continu.